# Jošanica (Leposavić)
Pour les articles homonymes, voir Jošanica.
Jošanica en serbe latin et Jashanicë en albanais (en serbe cyrillique : Јошаница) est une localité du Kosovo située dans la commune/municipalité de Leposavić/Leposaviq, district de Mitrovicë/Kosovska Mitrovica. Selon des estimations de 2009 comptabilisées pour le recensement kosovar de 2011, elle compte 134 habitants, dont une majorité de Serbes.

## Géographie
Jošanica/Jashanicë est située à 6 km au sud-ouest de Leposavić/Leposaviq, dans la vallée de la rivière sur la rive gauche de la rivière Jošanica, un affluent gauche de l'Ibar.

## Histoire
Le village est mentionné pour la première en 1315, dans la charte de fondation du monastère de Banjska, octroyée par le roi serbe Stefan Milutin.

## Démographie

### Évolution historique de la population dans la localité
| 1948 | 1953 | 1961 | 1971 | 1981 | 1991 | 2009 |
| ---- | ---- | ---- | ---- | ---- | ---- | ---- |
| 198  | 208  | 243  | 270  | 241  | 231  | 134  |

|  |